# Eisstadion Davos (1894)
Das Eisstadion Davos ist eine Natureis-Freiluftbahn im Zentrum der Schweizer Gemeinde Davos, Kanton Graubünden. Die Bahn ist mit 18'000 m² die grösste Natureisbahn Europas. Auf der Eisfläche wird Eisschnelllauf, Eishockey, Curling und seit 2014 auch wieder Bandy betrieben.

## Geschichte
Die Bahn liegt in einer Höhe von 1'536 Metern über dem Meeresspiegel. Der in dieser Höhe geringe Luftwiderstand, die gute Wasserqualität und die optimalen Wetterbedingungen machten die Bahn viele Jahre lang zur Rekordbahn schlechthin. Gleichwohl ist sie auch für Wetterumschwünge bekannt, mit starker Sonneneinstrahlung und Föhn, welcher das Eislaufen praktisch unmöglich macht. Neben der Natureisbahn befindet sich das 1979 eröffnete Eisstadion Davos, die Heimat des lokalen Eishockey-Clubs HC Davos.
International fand 1898 erstmals die Eisschnelllauf-Mehrkampfweltmeisterschaft statt. Am 7. Februar 1898 stellte Peder Østlund über 1'500 Meter den ersten Weltrekord auf. Ard Schenk lief hier die 1'500 Meter erstmals unter zwei Minuten. Über 90 offizielle Weltrekorde wurden in den Folgenden 100 Jahren hier aufgestellt. Die letzte grosse Meisterschaft waren die Eisschnelllauf-Mehrkampfeuropameisterschaft 1972. Von den 19 Entscheidungen der Männer gingen zwölf Titel an Norwegen.
Elf Mal war Davos Austragungsort des Eisschnelllauf-Weltcups und ist mit dem Vikingskipet in Hamar an Platz sechs der häufigsten Austragungsorte. 1913 wurde im Stadion die Europameisterschaft in Bandy ausgetragen.

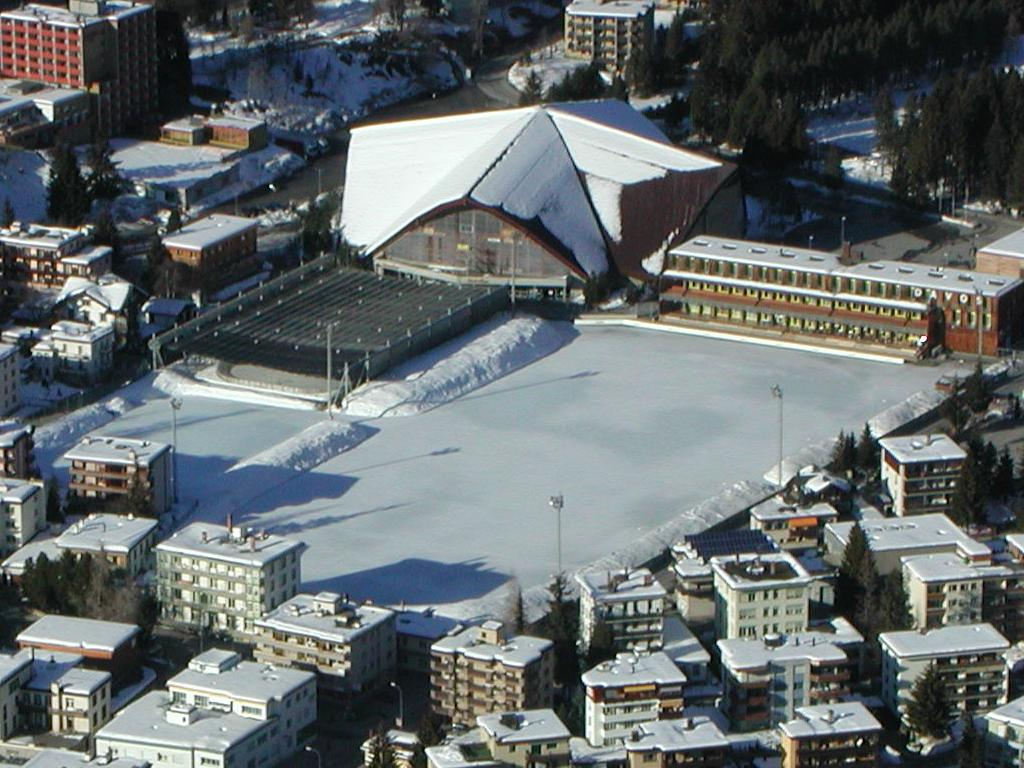
Die Natureisbahn Davos mit dem Eisstadion Davos

## Bahnrekorde

### Frauen
| Strecke    | Athlet                    | Zeit    | Datum             | Wettkampf                      |
| ---------- | ------------------------- | ------- | ----------------- | ------------------------------ |
| 0100 m     | Silvia Brunner            | 0 11,86 | 25. Feb. 2006     | ISCD Clubmeisterschaften 2006  |
| 0500 m     | Bonnie Blair              | 0 39,42 | 18. Jan. 1992     | Internationaler Wettkampf 1992 |
| 1000 m     | Karin Kania-Enke          | 1:18,31 | 10. Jan. 1988     | Internationaler Wettkampf 1988 |
| 1500 m     | Karin Kania-Enke          | 2:00,60 | 9. Jan. 1988      | Internationaler Wettkampf 1988 |
| 3000 m     | Andrea Ehrig-Mitscherlich | 4:17,75 | 9. Jan. 1988      | Internationaler Wettkampf 1988 |
| 5000 m     | Heike Schalling           | 7:58,61 | 23. Jan. 1988     | Schweizer Meisterschaften 1988 |
| Mehrkampf  | Athlet                    | Punkte  | Datum             | Wettkampf                      |
| Sprint-MK  | Bonnie Blair              | 159,390 | 18.–19. Jan. 1992 | Internationaler Wettkampf 1992 |
| Mini-MK    | Karin Kania-Enke          | 163,446 | 9.–10. Jan. 1988  | Schweizer Meisterschaften 1988 |
| Kleiner MK | Emese Dörfler-Antal       | 180,537 | 7.–8. Jan. 2006   | Schweizer Meisterschaften 2006 |

Nicht oder nicht mehr im internationalen Wettkampf ausgetragen.
- Stand: 26. September 2013[4]
- Summe der auf 500 m heruntergebrochenen Einzelstrecken (500, 1000, 1500, 3000, 5000 Meter): 209,594 Pkt.

### Männer
| Strecke    | Athlet             | Zeit     | Datum            | Wettkampf                                |
| ---------- | ------------------ | -------- | ---------------- | ---------------------------------------- |
| 0100 m     | Simon van Beek     | 0 10,41  | 5. Jan. 2007     | Schweizer Meisterschaften 2007           |
| 0500 m     | Even Wetten        | 0 36,03  | 31. Dez. 2006    | Franz Krienbühl Memorial 2007            |
| 01000 m    | Even Wetten        | 01:11,42 | 31. Dez. 2006    | Franz Krienbühl Memorial 2007            |
| 01500 m    | Remco olde Heuvel  | 01:50,33 | 15. Jan. 2005    | Schweizer Meisterschaften 2005           |
| 03000 m    | Ralf van der Rijst | 03:49,38 | 16. Jan. 2005    | Schweizer Meisterschaften 2005           |
| 05000 m    | Geir Karlstad      | 06:48,82 | 12. Jan. 1992    | Weltcup 1991/92                          |
| 10.000 m   | Tristan Loy        | 14:21,25 | 7. Jan. 2006     | Französische Allround Championships 2006 |
| Mehrkampf  | Athlet             | Punkte   | Datum            | Wettkampf                                |
| Sprint-MK  | Toshiyuki Kuroiwa  | 148,050  | 18.–19. Jan.1992 | Schweizer Meisterschaften 1992           |
| Mini-MK    | Joel Eriksson      | 155,448  | 6.–7. Jan. 2007  | Schweizer Meisterschaften 2007           |
| Kleiner MK | Martin Hänggi      | 160,605  | 7.–8. Jan. 2006  | Int. Competition 2006                    |
| Grosser MK | Christian Pichler  | 164,765  | 7.–8. Jan. 2006  | Int. Competition 2006                    |

Nicht oder nicht mehr im internationalen Wettkampf ausgetragen.
- Stand: 26. September 2013[4]
- Summe der auf 500 m heruntergebrochenen Einzelstrecken (500, 1000, 1500, 5000, 10.000 Meter): 192,461 Pkt.

### Aufgestellte Weltrekorde
- Liste der jüngsten fünf im Eisstadion Davos aufgestellten Weltrekorde im Eisschnelllauf.

| Nr.                                        | Disziplin  | Zeit / Punkte | Athlet             | Datum         |
| ------------------------------------------ | ---------- | ------------- | ------------------ | ------------- |
| 94                                         | 500 Meter  | 36,41         | Dan Jansen         | 25. Jan. 1992 |
| 93                                         | 500 Meter  | 36,43         | Uwe-Jens Mey       | 19. Jan. 1992 |
| 92                                         | Sprint-MK  | 159,390       | Bonnie Blair       | 19. Jan. 1992 |
| 91                                         | 3000 Meter | 4:03,22       | Wiktor Schascherin | 18. Jan. 1986 |
| 90                                         | 3000 Meter | 4:03,31       | André Hoffmann     | 13. Jan. 1985 |
| Liste mit allen aufgestellten Weltrekorden |            |               |                    |               |